# Vaszilisza Bulgakova
Vaszilisza Bulgakova (* 25. Februar 1993) ist eine ehemalige ungarische Tennisspielerin.

## Karriere
Bulgakova spielte vor allem Turniere auf der ITF Women’s World Tennis Tour, wo sie einen Titel im Doppel gewinnen konnte.
2009 gewann sie an der Seite von Fatma Al-Nabhani das J1 Casablanca und an der Seite von Blanka Szávay das J1 Vrsar im Damendoppel. In Wimbledon schied sie mit Partnerin Chantal Škamlová im Juniorinnendoppel bereits in der ersten Runde gegen Isabella Holland und Christina McHale mit 3:6 und 4:6 aus. Im Juli erhielt sie eine Wildcard für die Qualifikation zum Hauptfeld im Dameneinzel des GDF SUEZ Grand Prix, ihrem ersten Turnier der WTA Tour. Sie verlor ihr Erstrundenmatch mit 2:6 und 2:6 gegen Réka Luca Jani.
2011 erreichte sie im Juni mit Partnerin Raluca Elena Joițoiu das Finale im Damendoppel des mit 10.000 US-Dollar dotierten ITF-Turniers in Nyíregyháza. Anfang Juli erhielt sie eine Wildcard für die Qualifikation zum Hauptfeld im Dameneinzel des Poli-Farbe Budapest Grand Prix, wo sie aber bereits in der ersten Runde gegen Teodora Mirčić mit 4:6 und 1:6 verlor. Ende Juli stand sie mit Partnerin Christina Shakovets im Finale des Damendoppels des mit 10.000 US-Dollar dotierten ITF-Turniers in Horb, sowie im August mit Partnerin Anna Rapoport im Finale des mit 25.000 US-Dollar dotierten ITF-Turniers in Moskau. Im September gelangte sie als Lucky Loser ins Hauptfeld im Dameneinzel des mit 100.000 US-Dollar dotierten Allianz Cup, wo sie dann aber bereits in der ersten Runde gegen Catalina Castaño mit 2:6, 6:4 und 2:6 verlor. Auch im Doppel musste sie bereits in der ersten Runde mit Partnerin Kristína Kučová eine 6:0, 3:6 und [2:10] Niederlage gegen Alexandra Cadanțu und Raluca Olaru hinnehmen. Anfang November gewann sie mit Partnerin Martina Kubičíková den bislang einzigen Titel bei einem ITF-Turnier im Doppel. Die woche darauf stand sie in Antalya mit Partnerin Elena Kulikova erneut im Finale eines Doppelwettbewerbs, das die beiden mit 4:6 und 1:6 verloren.
2012 stand sie im April in Piešťany mit Partnerin Anne Schäfer erneut in einem Doppelfinale, das die beiden aber nach Aufgabe bei 2:1 im ersten Satz gegen Hilda Melander und Sofija Kowalez verloren. Ende April erhielt sie nochmals eine Wildcard für die Qualifikation eines Turniers der WTA-Tour. Sie verlor aber ihr Erstrundenmatch der Qualifikation zum Hauptfeld im Dameneinzel des  Budapest Grand Prix mit 2:6 und 2:6 gegen Oqgul Omonmurodova.
Sie wurde 2011 einmal für die Ungarische Fed-Cup-Mannschaft nominiert, kam aber nicht zum Einsatz.

## College Tennis
2012 bis 2016 spielte sie für das Damentennisteam der Mustangs der Southern Methodist University.

## Turniersiege

### Doppel
| Nr. | Datum            | Turnier | Kategorie   | Belag | Partnerin          | Finalgegnerinnen                        | Ergebnis           |
| --- | ---------------- | ------- | ----------- | ----- | ------------------ | --------------------------------------- | ------------------ |
| 1.  | 5. November 2011 | Antalya | ITF $10.000 | Sand  | Martina Kubičíková | Laura-Ioana Andrei Raluca Elena Joitoiu | 7:63, 2:6, [12:10] |